# (3404) Hinderer
(3404) Hinderer ist ein Asteroid des Hauptgürtels, der am 4. Februar 1934 von Karl Wilhelm Reinmuth entdeckt wurde.
Der am 4. Februar 1934 von Karl Wilhelm Reinmuth entdeckte Asteroid wurde auf Vorschlag von Lutz D. Schmadel 1992 nach dem Berliner Astronomen Fritz Hinderer benannt.